# Jawornik Kobyliczny
Jawornik Kobyliczny – wzniesienie o wysokości 995 m n.p.m., w południowo-zachodniej Polsce w Górach Bialskich w Sudetach Wschodnich.

## Położenie
Wzniesienie położone, w północnej części Gór Bialskich w Sudetach Wschodnich, około 3,4 km, na północny zachód od południowej granicy małej wioski Bielice i 0,95  km na północny zachód od wzniesienia Czernica.

## Fizjografia
Wzniesienie o zróżnicowanych zboczach i niewielkim mało wykształconym szczycie, wyrastającym minimalnie ponad niewielką wierzchowinę. Wzniesienie ma postać wydłużonego nieregularnego wału w kształcie rogala o spłaszczonej powierzchni szczytowej. Wyrasta z północno-zachodniego grzbietowego zbocza wzniesienia Czernica na kierunku NW-SE. Charakteryzujące się nieregularną rzeźbą, urozmaiconym ukształtowaniem, mało wyraźnie podkreślonymi dość stromo opadającymi do dolin rzecznych zboczami: zachodnim, zachodnio-południowym i północno-wschodnim. Północno-zachodnie zbocze szerokim, pasem grzbietowym opada w stronę Przęłęczy Dział. Całe wzniesienie położone jest na obszarze Śnieżnickiego Parku Krajobrazowego. Położenie wzniesienia na tle wyższych wzniesień, kształt i mało wyraźnie podkreślona część szczytowa czynią wzniesienie trudno rozpoznawalnym w terenie.

## Budowa
Wzniesienie w całości zbudowane ze skał metamorficznych łupków łyszczykowych i gnejsów gierałtowskich. Szczyt i zbocza wzniesienia pokrywa niewielkiej grubości warstwa młodszych osadów glin, żwirów, piasków i lessów z okresu zlodowaceń plejstoceńskich i osadów powstałych w chłodnym, peryglacjalnym klimacie.

## Roślinność
Wzniesienie częściowo porośnięte monokulturowym lasem świerkowym regla dolnego. Drzewostan porastający szczytowe partie wzniesienia pod koniec XX wieku częściowo dotknęły zniszczenia wywołane katastrofą ekologiczną w Sudetach, obecnie w miejscach częściowo zniszczonego drzewostanu porasta świerkowy młodnik. Na północnym zboczy poniżej szczytu rozciąga się obszerna śródleśna polana.

## Turystyka
Przez szczyt wzniesienia nie prowadzi szlak turystyczny.
Południowym zboczem w bliskiej odległości od szczytu prowadzi:
- – żółty szlak turystyczny z Bielic do Stronia Śląskiego przez Przełęcz Dział

Zboczami wzniesienia trawersują leśne drogi:
- północnym Kobyliczny Dukt, którym prowadzi szlak żółty
- południowym Dukt Dzialcowy posiadający asflatową nawierzchnię, którym prowadzą:
  -  – szlak turystyczny niebieski, międzynarodowy szlak turystyczny Atlantyk – Morze Czarne E3 z Nowej Morawy do Starego Gierałtowa
  -  – szlak turystyczny czerwony opisany powyżej
  -  – szlak rowerowy niebieski ze Schroniska PTTK "Na Śnieżniku" do Przełęczy Gierałtowskiej
  -  – czerwony szlak rowerowy z Przełęczy Dział do Bielic
- – żółty szlak turystyczny z Bielic do Stronia Śląskiego przez Przełęcz Dział.